# Waldirene
Waldirene Fraraccio (née le 24 novembre 1948 à São Paulo) est une chanteuse brésilienne des années 1960.

## Biographie
Waldirene commence à chanter en 1966, en tant qu'artiste solo dans des clubs. Elle participe à l'émission de Sílvio Santos, où elle se fait connaître. Elle connait un grand succès avec la chanson Garota do Roberto et enregistre des albums au Brésil et en Argentine. Elle remporte quelques-uns des principaux prix de l'époque et participe à divers programmes télévisés.
Elle remporte le festival Viña del Mar au Chili en 1990. Elle est l'une des chanteuses les plus actives lors des célébrations du 30e anniversaire de la Jovem Guarda. En 2004, elle participe également au programme Jovem Guarda. 

## Discographie
- 1966 : Eu te amo tu me amas[2]
- 1967 : Garota do Roberto
- 1967 : Tempestade em copo d'água
- 1967 : Eu gosto demais de você
- 1968 : Eu preciso de carinho
- 1971 : Trem Fantasma
- 1972 : Sou rebelde
- 1975 : Meu velho vô
- 1982 : Canta menino